# (8444) Попович
(8444) Попович (лат. Popovich) — астероид, относящийся к группе астероидов, пересекающих орбиту Марса. Он был открыт 8 октября 1969 года советским астрономом Людмилой Черных в Крымской обсерватории и назван в честь советского космонавта Павла Поповича.

Орбита астероида Попович и его положение в Солнечной системе